# Seznam armenskih pesnikov
Seznam armenskih pesnikov.

## A
Akop Akopjan -

## Č
Jegiše Čarenc -

## I
Avetik Isahakjan -

## K
Nahapet Kučak -

## M
Misak Mecarenc -

## S
Sajat Nova  (Harutjun Sajakjan)  
Avetik Sahakyan (1875–1957)

## T
Hovhannes Tumanyan (1869–1923)

## U
- Gabrijel Urekljan (psevd. El-Registan) (1899 – 1945) (armensko-sovjetski/ruski)